# Юрково (Черкасская область)
Юрково (укр. Юркове) — посёлок в Звенигородском районе Черкасской области Украины.
Население по переписи 2001 года составляло 306 человек. Занимает площадь 1,4546 км². Почтовый индекс — 20215. Телефонный код — 4740.

## История
Образовано в период советской Украины, в 1920 году. В 1933 году образован колхоз «Имени 15-летия ВЛКСМ». В послевоенные годы в 1950—1951 годах колхоз был объединён с колхозом села Боровиково и стал называться «Колхоз имени Калинина». А в 1978 году в селе был установлен памятный знак в честь сельчан, погибших во время Великой Отечественной войны.
Известными выходцами из села были: Генерал майор юстиции Иваненко, генерал майор милиции Чечил и поэтесса Ольга Чайка.

## Местный совет
20215, Черкасская обл., Звенигородский р-н, с. Боровиково